# Šumetlica
 Ovo je glavno značenje pojma Šumetlica. Za druga značenja pogledajte Šumetlica (razdvojba).
Šumetlica je naseljeno mjesto u Republici Hrvatskoj u općini Cernik u Brodsko-posavskoj županiji.

## Zemljopis
Šumetlica se nalaze četiri kilometra sjeverno od Cernika,  na južnim padinama Psunja, susjedna sela su Baćin Dol i Opatovac na istoku Giletinci na zapadu.

## Stanovništvo
Prema popisu stanovništva iz 2011. godine Šumetlica je imala 223 stanovnika. 
| broj stanovnika | 366   | 418   | 421   | 453   | 745   | 547   | 484   | 566   | 267   | 315   | 442   | 415   | 368   | 332   | 315   | 223   | 177   |
|                 | 1857. | 1869. | 1880. | 1890. | 1900. | 1910. | 1921. | 1931. | 1948. | 1953. | 1961. | 1971. | 1981. | 1991. | 2001. | 2011. | 2021. |